# Большеорловское сельское поселение
Большеорловское сельское поселение — муниципальное образование в Мартыновском районе Ростовской области. 
Административный центр поселения — слобода Большая Орловка.

## История
До июня 2000 года в составе Большеорловского сельсовета (предшественника Большеорловского сельского поселения) находился посёлок Свобода. По решению Законодательного собрания Ростовской области посёлок был передан в состав Победовского сельсовета Волгодонского района.
16 ноября 2005 года на территории бывшего Большеорловского сельсовета образовано Большеорловское сельское поселение.

## Административное устройство
В состав Большеорловского сельского поселения входят:
- слобода Большая Орловка;
- посёлок Крутобережный;
- посёлок Четырехъярский.

## Население
| 2010  | 2012  | 2013  | 2014  | 2015  | 2016  | 2017  |
| ----- | ----- | ----- | ----- | ----- | ----- | ----- |
| 5478  | ↘5426 | ↘5365 | ↘5321 | ↘5291 | ↗5306 | ↘5259 |
| 2018  | 2019  | 2020  | 2021  |       |       |       |
| ↗5272 | ↗5280 | ↘5251 | ↗5288 |       |       |       |